# الشرطة السورية
الشرطة السورية أو قوى الأمن الداخلي هي الجهاز الأمني الرسمي التابع لوزارة الداخلية في الجمهورية العربية السورية، والمسؤول عن حفظ النظام وتنفيذ القوانين. في عهد الرئيس أحمد الشرع، خضعت الشرطة لإصلاحات واسعة هدفت إلى تحديث البنية التنظيمية والتقنية للجهاز، وتطوير العلاقة مع المواطنين.

## الإصلاح المؤسسي
في عام 2025، أعلنت وزارة الداخلية عن دمج إدارات الشرطة العامة والأمن الجنائي والمرور ضمن "قيادة الأمن الداخلي"، وإلغاء ازدواجية المهام بين الأجهزة الأمنية. كما تم إطلاق منصات رقمية لتلقي الشكاوى، وتوحيد قنوات التواصل بين الشرطة والمواطنين.

## المهام
تُكلف الشرطة السورية بعدد من المهام الرئيسية، منها:
- حفظ الأمن العام والنظام الداخلي
- تنفيذ مذكرات القضاء
- التحقيق في الجرائم الجنائية
- تنظيم المرور وحوادث الطرق
- مكافحة الاتجار بالبشر والمخدرات
- دعم خدمات الدفاع المدني والإغاثة

## الهيكل والتنظيم
يتبع جهاز الشرطة تنظيمًا إداريًا جديدًا يشمل:
- المديرية العامة للتحقيق الجنائي
- شرطة المرور
- مكافحة الجريمة الإلكترونية
- شرطة الأحداث
- وحدات الشرطة المجتمعية

وقد تم اعتماد هيكل موحد على مستوى المحافظات تحت قيادة مركزية في دمشق.

## التدريب والتأهيل
تم افتتاح الأكاديمية الوطنية للشرطة في بداية 2025، وتضم برامجًا تدريبية تشمل:
- القوانين السورية والدولية
- حقوق الإنسان والعدالة الانتقالية
- تقنيات التحقيق الحديثة
- استخدام نظم الذكاء الاصطناعي في التحليل الجنائي

وتُعد الأكاديمية جزءًا من مشروع بناء "شرطة مهنية محايدة".

## التكنولوجيا والتحول الرقمي
ضمن خطة التحول الرقمي، أطلقت الشرطة:
- نظام إلكتروني موحد للبلاغات
- كاميرات جسدية لعناصر الدوريات
- دوريات ذكية مزوّدة بتقنيات تتبع GPS
- منصة تفاعلية للمواطنين لتقديم الشكاوى

## الشرطة المجتمعية
تعمل الشرطة المجتمعية على بناء علاقة ثقة مع المواطنين، من خلال:
- مكاتب للوساطة المجتمعية في الأحياء
- دورات توعية في المدارس
- حل النزاعات الأسرية والمجتمعية بطريقة ودّية

## التحديات
رغم الإصلاحات، لا تزال الشرطة السورية تواجه تحديات، أبرزها:
- نقص التمويل والتجهيزات
- صعوبة تأهيل العناصر في وقت قصير
- الحاجة إلى استعادة ثقة المواطن بعد سنوات من التوتر